# John Jacob Astor
John Jacob Astor, rodným jménem Johann Jakob Astor (17. červenec 1763, Walldorf – 29. března 1848 Manhattan) byl americký podnikatel narozený v Německu. Byl prvním multimilionářem ve Spojených státech amerických. Jeho majetek dosahoval hodnoty minimálně dvaceti milionů dolarů. Zbohatnul na obchodu s Čínou, kožešinami a pozemky.

## Životopis
Narodil se v roce 1763 v rolnické rodině v malém pruském městě Walldorf. Zemědělské práce ho nelákaly, a tak den po svých šestnáctých narozeninách utekl z domova. Odešel až do Londýna, kde vstoupil do učení v dílně na opravu hudebních nástrojů a ve dvaceti letech odplul do New Yorku. Po těžkých počátcích si v roce 1786 otevřel první obchůdek s kožešinami. Jeho společnost American Fur Company (založená 1808) se stala prvním americkým monopolem. Pod tlakem úřadů svůj kožešinový monopol roku 1830 rozbil a peníze investoval zvláště do pozemků v okolí New Yorku (zejm. kolem Broadwaye). Velmi zbohatl na válce roku 1812, kdy se stal věřitelem americké vlády.
V závěru života byl významným mecenášem umění. Jím založená knihovna Astor Library se stala základem současné New York Public Library. Finančně též podporoval výzkumy přírodovědce Johna Jamese Audubona, v politice například prezidentskou kampaň senátora Henryho Claye (neúspěšnou). Byl aktivním zednářem a členem malé německé protestantské církve Reformed Church in America.
V roce 1785 se oženil s Sarah Cox Toddovou (1762–1842), dcerou skotských imigrantů. Měli osm dětí – čtyři syny a čtyři dcery. Byl pohřben na Manhattanu.

## Pocta
- Fotbalový klub FC Astoria Walldorf v jeho rodném městě v Německu je pojmenován na jeho počest.
- Je jedním z hrdinů knihy Hermana Melvilla Bartleby, the Scrivener.